# Route nationale 211a
La route nationale 211A, ou RN 211A, est une ancienne route nationale française reliant Puget-Théniers à Briançonnet.
À la suite de la réforme de la 1972, la RN 211A a été déclassée en RD 911A dans les Alpes-de-Haute-Provence et en RD 2211A dans les Alpes-Maritimes.

## Histoire
En 1933, la route nationale 211A est définie comme l'« annexe de Briançonnet à Puget-Théniers ». Elle part de Briançonnet, sur la RN 211, et rejoint à Puget-Théniers la RN 202.
La réforme de 1972 entraîne le déclassement de l'intégralité de la RN 211A, dans les Alpes-Maritimes, avec effet au 1er janvier 1973 (32,692 km), où elle devient la RD 2211A.

## Tracé
Les communes traversées sont :
- Puget-Théniers
- Col de Saint-Raphaël (876 m)
- La Penne
- Pont des Miolans
- Col de la Peire-Plantade
- Col Saint-Marc
- Briançonnet